# Jacques Osterrieth
Jacques Ernest Osterrieth (Frankfurt am Main, 5 mei 1826 - Brasschaat, 24 november 1893) was een Duits-Belgisch handelaar.

## Biografie

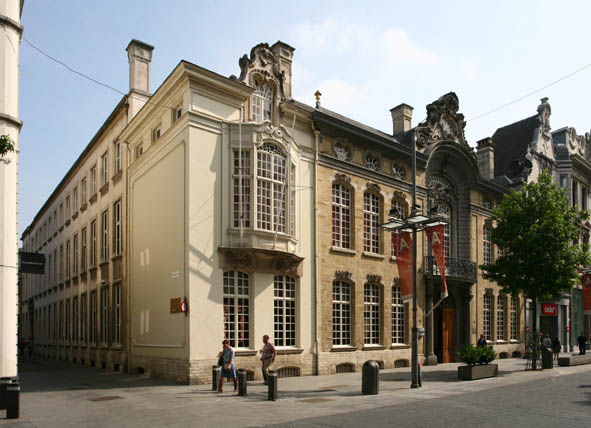
Het Osterriethhuis in Antwerpen

Jacques Osterrieth was een zoon van Johann Adam Hermann Osterrieth (1792-1868) en Johanna Philippina Franziska Wichelhausen (1796-1859). De familie Osterrieth was een handelsfamilie. Jacques Osterrieth had zich in het midden van de 19e eeuw in Antwerpen gevestigd. Hij had er de leder- en huidenhandel van zijn overleden schoonvader, Christian Lemmé, overgenomen. In 1870 richtte hij de handelsfirma E. Osterrieth & Co op. Hij werkte onder meer samen met zijn neven Herman en Alexander die hij uit Frankfurt liet overkomen.

### Huwelijken
Osterrieth huwde een eerste maal in 1852 in Antwerpen met Emilie Ellerman Westropp (1830-1853), dochter van de ereconsul van het koninkrijk Hannover. Ze kregen een zoon.
- Alfred Osterrieth (1853-1923), ambassadeur, trad in zijn vaders voetsporen en werd ondernemer, trouwde in 1916 met Alice Pépin (1874-1926). Het huwelijk bleef kinderloos.

Hij huwde een tweede maal in 1859 in Antwerpen met Marie-Adèle Lemmé (1837-1861). Ze kregen een dochter die jong overleed.
Zijn derde huwelijk was in 1867 in Antwerpen met Léonie Mols (1843-1918), dochter van Florent Mols, kunstschilder, en zus van Robert Mols, kunstschilder. Ze kregen twee zoons en twee dochters.
- Elisa Osterrieth (1868-1893), trouwde in 1888 in Antwerpen met baron Gaston de Vinck (1855-1927), burgemeester van Zillebeke en senator, zoon van baron Jules de Vinck, gedeputeerde van Antwerpen en schepen van Antwerpen. Ze kregen een zoon en een dochter, met afstammelingen tot heden.
- Robert Osterrieth (1869-1947), voorzitter van de Royal Yacht Club de Belgique en ondervoorzitter van het uitvoerend comité van de Olympische Zomerspelen van 1920, trouwde in 1899 in Gent met Anna Lippens (1877-1957), dochter van Hippolyte Lippens, advocaat, industrieel en burgemeester van Gent, en zus van graaf Maurice August Lippens en Paul Lippens. Ze kregen vier zoons en een dochter, met afstammelingen tot heden.
- Léon Osterrieth (1870-1924), trouwde met Sidonie Larue. Het huwelijk bleef kinderloos.
- Florence Osterrieth (1873-1958), trouwde in 1894 in Brasschaat met de weduwnaar van haar zus, baron Gaston de Vinck. Ze kregen twee zoons en drie dochters, met afstammelingen tot heden.

### Bezittingen
Osterrieth verwierf in 1874 een herenhuis in rococostijl aan de Antwerpse Meir, vandaag bekend als het Osterriethhuis. In 1889 verwierf hij ook het domein Voshol in Brasschaat. De familie Osterrieth verkocht het pand aan de Meir in 1954 aan de Bank van Parijs en de Nederlanden. Ook de Villa Osterrieth op de dijk van Mariakerke was eigendom van de familie. Ze werd verhuurd aan prins Albert en prinses Elisabeth. Hun dochter Marie-José werd er in 1906 geboren.
Jacques Osterrieth en Léonie Mols waren ook kunstverzamelaars.